# Nicole Ramos
Nicole Ramos (Taió, 13 de abril de 2000) é uma futebolista brasileira que atua como goleira.

## Carreira
Ao lado do irmão gêmeo Nicolas Ramos, fez atletismo, vôlei, tênis de mesa, até decidiram pelo futsal, ele na linha, ela no gol. Dos oito aos 15 anos de idade, a atleta participou de campeonatos masculinos, recebendo, inclusive, premiações de goleira menos vazada da competição. Mesmo nunca competindo em campo, seu treinador entrou em contato com Emily Lima, que era treinadora da Seleção, e enviaram as defesas da goleira. A técnica gostou e convocou Nicole para Seleção Brasileira Sub-15.
Em 2016, Nicole disputou a Copa do Mundo da categoria Sub-17, depois teve convocações para Sub-20, onde também disputou o Mundial da categoria em 2018 e foi campeã do Sul-Americano no mesmo ano.
Em 2017, foi contratada pelo Santos.
Em outubro de 2019, pela Seleção de base, conquistou o título da Zona Sul da Liga Sul-Americana Sub-19, um torneio amistoso organizado pela CONMEBOL.
Com as Sereias da Vila, onde atuout por quatro anos, Nicole foi campeã Brasileira e vice-campeã Paulista em 2017, foi campeã Paulista e vice-campeã da Libertadores em 2018 e em 2020 foi campeã da Copa Paulista.
Entre 5 e 20 de janeiro de 2021, passou um período de treinos em Viamão (RS) com a Seleção Brasileira Feminina principal. Entre 5 e 13 de abril, treinou novamente com a Seleção, agora na Granja Comary, no Rio de Janeiro.
No primeiro semestre de 2021, disputou o Campeonato Brasileiro Série A1 pela Associação Napoli Caçadorense (SC). O time não se classificou para a segunda fase do campeonato e, após a eliminação em junho, Nicole recebeu a proposta do Fluminense.
Em agosto de 2021, foi apresentada no Tricolor Carioca.
Para 2022, acertou com o Atlético Mineiro. Atou pelas Vingadoras até o final de 2023.
Para a temporada 2024, acertou com o Corinthians. Logo em fevereiro, faturou a taça da Supercopa do Brasil, ainda somente como reserva. Nicole estreou no Corinthians em 21 de março de 2024, quando venceu América-MG por 4 a 1, em partida válida pelo Campeonato Brasileiro Feminino de 2024. No mesmo ano, foi campeã da Libertadores Feminina.

### Títulos
Santos
- Campeonato Brasileiro: 2017
- Campeonato Paulista: 2018
- Copa Paulista: 2020

Atlético Mineiro
- Campeonato Mineiro: 2022

Corinthians
- Supercopa do Brasil: 2024
- Campeonato Brasileiro: 2024
- Copa Libertadores da América: 2024

Seleção Brasileira
- Campeonato Sul-Americano Sub-20: 2018